# Galaxias Colles
Galaxias Colles és un grup de turons del quadrangle Cebrenia de Mart, situat amb les coordenades planetocèntriques a 42.17 ° latitud N i 152.69 ° longitud E. Té 610.34 km de diàmetre i va rebre el nom d'un tret albedo. El nom va ser aprovat per la UAI l'any 1985. El terme "Colles" és utilitzat per turons petits o knobs.